# Chiesa di Santa Maria degli Angeli (Tripoli)
La chiesa di Santa Maria degli Angeli è una chiesa anglicana, in parte cattolica, sita nella medina di Tripoli e considerata la più antica chiesa cattolica della Libia.

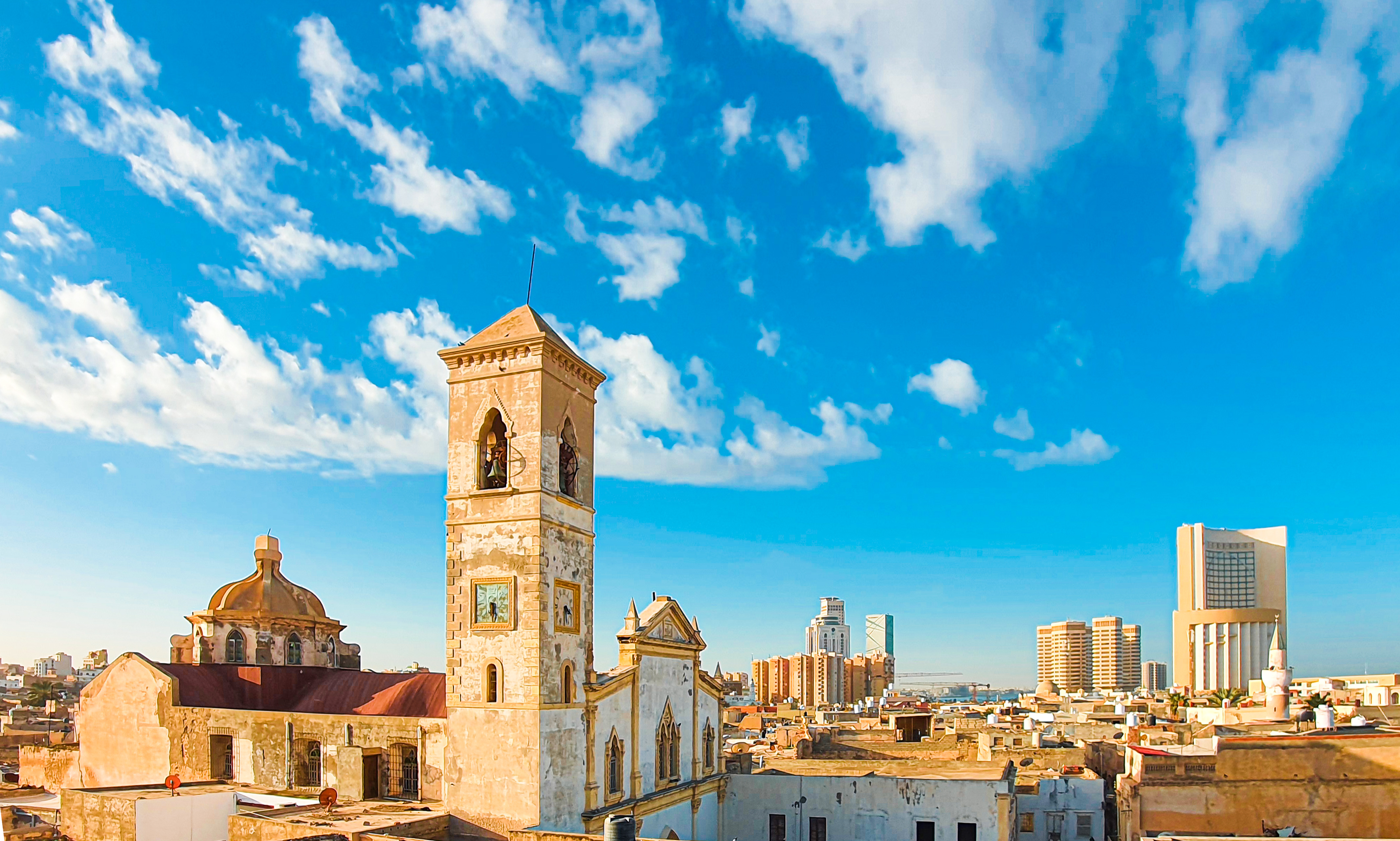
La chiesa nello skyline di Tripoli.

La chiesa fu costruita presumibilmente nel XVII secolo dai frati francescani con materiali e maestranze maltesi e fu consacrata presumibilmente nel 1645 come cattedrale della neonata prefettura apostolica di Tripoli. Nel 1857 gli fu donato da re Ferdinando II delle Due Sicilie un quadro del pittore Giuseppe Mancinelli mentre nel 1870 e nel 1891 la chiesa fu ingrandita e decorata. Rimase cattedrale fino al 1928, anno in cui fu consacrata la cattedrale del Sacro Cuore di Gesù.
Tra il 1969 e il 1970 la chiesa fu sequestrata come gran parte dei luoghi di culto cristiani dalle autorità della Repubblica Araba, fatta eccezione a Tripoli per la chiesa di San Francesco, e fu successivamente concessa alla comunità anglicana, pur mantenendo la possibilità per i cattolici di celebrarvi la festa della Madonna a cui la chiesa è dedicata. A partire dal 2022 è stata riconvertita in spazio espositivo di opere d'arte, pur mantenendo le funzioni religiose.